# The E.N.D. World Tour

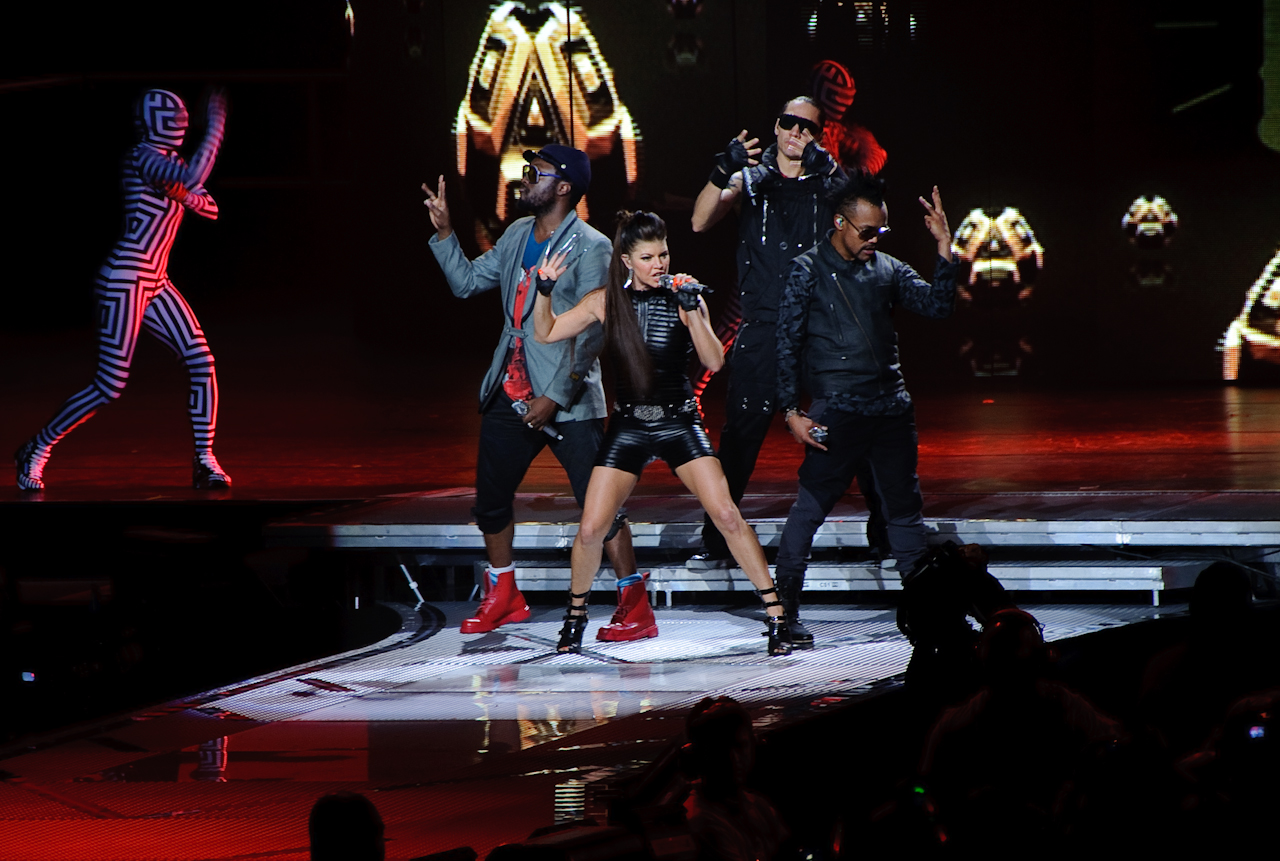
Black Eyed Peas presentando y promocionaando su quinto álbum de estudio The E.N.D.

The E.N.D. World Tour (también conocido como The Energy Never Dies World Tour) es la gira realizada por The Black Eyed Peas, integrado por will.i.am, Fergie, Taboo y Apl.de.ap, para presentar y promocionar su quinto álbum de estudio The E.N.D., el cual fue lanzado en junio del 2009.

## Información
Fergie, una de las 4 voces del grupo, dijo "Nuestro show tiene que ser jodidamente ridículo, es el momento. Necesitamos hacer juntos un show monstruoso" y que el espectáculo "va a utilizar mucha tecnología que se encuentra en la calle", en declaraciones a Billboard. The E.N.D. World Tour está patrocinado principalmente por BlackBerry ®, y Bacardí ®.
La Gira comenzó en con una presentación previa entre Japón, Australia y Nueva Zelanda, entre septiembre y octubre de 2009. El grupo realizó 2 presentaciones en Las Vegas a pocos días de finalizar el año 2009 como un "calentamiento previo" para su extensa gira por Estados Unidos. Posteriormente realizaron una gira por Estados Unidos desde febrero hasta abril de 2010, que finalizó en la ciudad de Vancouver, en el país de Canadá. En mayo de 2010 continuaron su extensa gira por Europa, en donde se mantuvieron hasta finales de julio del mismo año, a excepción de los días previos al Mundial de Sudáfrica 2010, ya que el día anterior a comenzar dicho evento, tuvieron una actuación en el concierto previo que se organizó para festejar el inicio del mismo, en el que actuaron también otros artistas internacionales como K'naan, Juanes y Shakira, entre otros artistas internacionales y sudafricanos. Posteriormente a estas fechas, continuaron la gira por Norteamérica, visitando nuevamente a Canadá y Estados Unidos. Además de fechas en septiembre por México.
Más tarde, desde octubre de 2010, los Black Eyed Peas se embarcaron en la fase final del tour, que tuvo lugar en Sudamérica. Ahí visitaron a Brasil, Argentina, Chile y el último concierto fue en Lima, Perú.
La gira se posicionó como uno de los espectáculos más magníficos, completos y exitosos de los últimos años. Prueba de estos fue hacer una innumerable fortuna y llenar estadios enteros, como el histórico Estadio Azteca en México.

## Teloneros
- LMFAO (Oceanía y América del Norte)
- Ludacris (América del Norte)
- Pitbull (Las Vegas)
- David Guetta (Barcelona, Washington D. C., Ciudad de Nueva York, México D.F, Guadalajara)
- Prototype (Fechas seleccionadas de América del Norte)
- Cheryl Cole[3] (Europa)
- Slash (Chicago)
- Jason DeRulo (Fechas seleccionadas de América del Norte)
- B.o.B (Fechas seleccionadas de América del Norte)
- T-Pain (Fechas seleccionadas de América del Norte)
- Faithless (Atenas)
- Florence + the Machine (T in the Park)
- K'naan (Quebec City)
- Yolanda Be Cool (Argentina)
- Movimiento Original (Chile)
- DJ Leandro (Perú)

## Lista de canciones
| Asia/Australia |
| --- |
| Intro 1. "Let's Get It Started" 2. "Rock That Body" 3. "Meet Me Halfway" 4. "Alive"/"Don't Phunk with My Heart" 5. will.i.am Freestyle 6. "Shut Up" 7. "Imma Be" 8. "My Humps" 9. "Missing You" 10. "Bebot" (Apl.de.ap en solitario) 11. "Mare" (Apl.de.ap en solitario) 12. "Rocking to the Beat" (Taboo en solitario) 13. "Fergalicious"/"Glamorous" (Fergie en solitario) 14. "Big Girls Don't Cry" (Fergie en solitario) 15. "Ring-A-Ling" (Algunos Shows) 16. "Dj Set" (will.i.am en solitario) 17. "Now Generation" 18. "Pump It" 19. "Where is the Love?" 20. "Boom Boom Pow" 21. "Showdown"/"Party All the Time"/"Out of My Head" 22. "I Gotta Feeling" |

| América del Norte |
| --- |
| Intro 1. "Let's Get It Started" 2. "Rock That Body" 3. "Meet Me Halfway" 4. "Alive"/"Don't Phunk with My Heart" 5. will.i.am Freestyle 6. "Shut Up" (Algunos shows) 7. "Imma Be" 8. "My Humps" 9. "Missing You" 10. "Bebot" (Apl.de.ap en solitario) 11. "Mare" (Apl.de.ap en solitario) 12. "Rocking to the Beat" (Taboo en solitario) 13. "Fergalicious"/"Glamorous" (Fergie en solitario) 14. "Big Girls Don't Cry" (Fergie en solitario) 15. "Dj Set" (will.i.am en solitario) 16. "Now Generation" 17. "Pump It" 18. "Where is the Love?" 19. "Showdown"/"Party All the Time" 20. "Boom Boom Pow" 21. "I Gotta Feeling" |

| Europa/América del Norte (2ª Parte) |
| --- |
| Intro 1. "Let's Get It Started" 2. "Rock That Body" 3. "Meet Me Halfway" 4. "Alive"/"Don't Phunk with My Heart" 5. will.i.am Freestyle 6. "Imma Be" 7. "My Humps" 8. "Missing You" 9. "Bebot" (Apl.de.ap en solitario) 10. "Mare" (Apl.de.ap en solitario) 11. "Rocking to the Beat" (Taboo en solitario) 12. "Fergalicious"/"Glamorous" (Fergie en solitario) 13. "Big Girls Don't Cry" (Fergie en solitario) 14. "Dj Set" (will.i.am en solitario) 15. "Pump It" 16. "Don't Lie" 17. "Shut Up" 18. "Where is the Love?" 19. "Showdown"/"Party All the Time" 20. "Boom Boom Pow" 21. "I Gotta Feeling" |

| Arrás/Barcelona/Venecia/Atenas/Balado/Punchestown/Werchter |
| --- |
| Intro 1. "Showdown"/"Party All the Time" 2. "Let's Get It Started" 3. "Rock That Body" 4. "Meet Me Halfway" 5. "Imma Be" 6. "Fergalicious" (Fergie en solitario) 7. "Big Girls Don't Cry" (Fergie en solitario) 8. "Pump It" 9. "Don't Lie" 10. "Shut Up" 11. "Where is the Love?" 12. "Dj Set" (will.i.am en solitario) 13. "Boom Boom Pow" 14. "I Gotta Feeling" |

| México/América del Sur |
| --- |
| Intro 1. "Let's Get It Started" 2. "Rock That Body" 3. "Meet Me Halfway" 4. "Alive"/"Don't Phunk with My Heart" 5. will.i.am Freestyle 6. "Imma Be" 7. "My Humps" 8. "Hey Mama" 9. "Más que nada 10. "Missing You" 11. "Bebot" (Apl.de.ap en solitario) 12. "Mare" (Apl.de.ap en solitario) 13. "Rocking to the Beat" (Taboo en solitario) 14. "La Paga" (Taboo en solitario) 15. "Fergalicious"/"Glamorous" (Fergie en solitario) 16. "Gettin' Over You (Fergie en solitario, fragmento a cappella) 17. "Big Girls Don't Cry" (Fergie en solitario) 18. "Dj Set" (will.i.am en solitario) 19. "Pump It" 20. "Don't Lie" 21. "Shut Up" 22. "Where is the Love?" 23. "Showdown"/"Party All the Time" 24. "Boom Boom Pow" 25. "I Gotta Feeling" |

## Fechas del tour
| Día                      | Ciudad            | País            | Lugar de Presentación                        |
| ------------------------ | ----------------- | --------------- | -------------------------------------------- |
| Asia                     |                   |                 |                                              |
| 15 de septiembre de 2009 | Hamamatsu         | Japón           | Hamamatsu Arena                              |
| 18 de septiembre de 2009 | Nagoya            | Japón           | Nippon Gaishi Hall                           |
| 19 de septiembre de 2009 | Chiba City        | Japón           | Makuhari Messe                               |
| 21 de septiembre de 2009 | Osaka             | Japón           | Salón Osaka-jō Hall                          |
| 22 de septiembre de 2009 | Kobe              | Japón           | Kobe World Memorial Hall                     |
| 23 de septiembre de 2009 | Saitama           | Japón           | Saitama Super Arena                          |
| Oceanía                  |                   |                 |                                              |
| 1 de octubre de 2009     | Brisbane          | Australia       | Brisbane Entertainment Centre                |
| 2 de octubre de 2009     | Sídney            | Australia       | Acer Arena                                   |
| 3 de octubre de 2009     | Sídney            | Australia       | Acer Arena                                   |
| 5 de octubre de 2009     | Adelaida          | Australia       | Adelaide Entertainment Centre                |
| 6 de octubre de 2009     | Melbourne         | Australia       | Rod Laver Arena                              |
| 7 de octubre de 2009     | Melbourne         | Australia       | Rod Laver Arena                              |
| 10 de octubre de 2009    | Perth             | Australia       | Burswood Dome                                |
| 13 de octubre de 2009    | Auckland          | Nueva Zelanda   | Vector Arena                                 |
| Norte América: Parte 1   |                   |                 |                                              |
| 29 de diciembre de 2009  | Las Vegas         | Estados Unidos  | Mandalay Bay Events Center                   |
| 30 de diciembre de 2009  | Las Vegas         | Estados Unidos  | Mandalay Bay Events Center                   |
| 4 de febrero de 2010     | Atlanta           | Estados Unidos  | Philips Arena                                |
| 6 de febrero de 2010     | Miami             | Estados Unidos  | American Airlines Arena                      |
| 9 de febrero de 2010     | Jacksonville      | Estados Unidos  | Jacksonville Veterans Memorial Arena         |
| 10 de febrero de 2010    | Tampa             | Estados Unidos  | Saint Pete Times Fórum                       |
| 12 de febrero de 2010    | Nashville         | Estados Unidos  | Nashville Arena                              |
| 13 de febrero de 2010    | Birmingham        | Estados Unidos  | BJCC Arena                                   |
| 16 de febrero de 2010    | Columbus          | Estados Unidos  | Schottenstein Center                         |
| 17 de febrero de 2010    | Lexington         | Estados Unidos  | Rupp Arena                                   |
| 19 de febrero de 2010    | Raleigh           | Estados Unidos  | RBC Center                                   |
| 20 de febrero de 2010    | Charlotte         | Estados Unidos  | Time Warner Cable Arena                      |
| 22 de febrero de 2010    | Hampton           | Estados Unidos  | Hampton Coliseum                             |
| 23 de febrero de 2010    | Washington D. C.  | Estados Unidos  | Verizon Center                               |
| 24 de febrero de 2010    | Nueva York        | Estados Unidos  | Madison Square Garden                        |
| 26 de febrero de 2010    | Boston            | Estados Unidos  | TD Garden                                    |
| 27 de febrero de 2010    | Uncasville        | Estados Unidos  | Mohegan Sun Arena                            |
| 1 de marzo de 2010       | Uniondale         | Estados Unidos  | Nasáu Coliseum                               |
| 3 de marzo de 2010       | Filadelfia        | Estados Unidos  | Wachovia Center                              |
| 4 de marzo de 2010       | Pittsburgh        | Estados Unidos  | Mellon Arena                                 |
| 9 de marzo de 2010       | Auburn Hills      | Estados Unidos  | The Palace of Auburn Hills                   |
| 10 de marzo de 2010      | Nueva York        | Estados Unidos  | Free Show (3D)                               |
| 11 de marzo de 2010      | Milwaukee         | Estados Unidos  | Bradley Center                               |
| 13 de marzo de 2010      | Chicago           | Estados Unidos  | United Center                                |
| 18 de marzo de 2010      | Houston           | Estados Unidos  | Reliant Stadium                              |
| 19 de marzo de 2010      | Dallas            | Estados Unidos  | American Airlines Center                     |
| 20 de marzo de 2010      | Tulsa             | Estados Unidos  | BOK Center                                   |
| 22 de marzo de 2010      | Saint Paul        | Estados Unidos  | Xcel Energy Center                           |
| 24 de marzo de 2010      | Kansas City       | Estados Unidos  | Sprint Center                                |
| 25 de marzo de 2010      | Des Moines        | Estados Unidos  | Wells Fargo Arena                            |
| 27 de marzo de 2010      | Denver            | Estados Unidos  | Pepsi Center                                 |
| 29 de marzo de 2010      | Los Ángeles       | Estados Unidos  | Staples Center                               |
| 30 de marzo de 2010      | Los Ángeles       | Estados Unidos  | Staples Center                               |
| 31 de marzo de 2010      | Glendale          | Estados Unidos  | Jobing.com Arena                             |
| 2 de abril de 2010       | San José          | Estados Unidos  | HP Pavilion                                  |
| 3 de abril de 2010       | San Diego         | Estados Unidos  | San Diego Sports Arena                       |
| 7 de abril de 2010       | Sacramento        | Estados Unidos  | ARCO Arena                                   |
| 10 de abril de 2010      | Tacoma            | Estados Unidos  | Tacoma Dome                                  |
| 11 de abril de 2010      | Vancouver         | Canadá          | General Motors Place                         |
| Europa                   |                   |                 |                                              |
| 1 de mayo de 2010        | Dublín            | Irlanda         | 3Arena                                       |
| 2 de mayo de 2010        | Dublín            | Irlanda         | 3Arena                                       |
| 5 de mayo de 2010        | Londres           | Reino Unido     | The O2 Arena                                 |
| 6 de mayo de 2010        | Londres           | Reino Unido     | The O2 Arena                                 |
| 8 de mayo de 2010        | Birmingham        | Reino Unido     | LG Arena                                     |
| 11 de mayo de 2010       | Zúrich            | Suiza           | Hallenstadion                                |
| 12 de mayo de 2010       | Milán             | Italia          | Mediolanum Forum                             |
| 15 de mayo de 2010       | Berlín            | Alemania        | O2 World                                     |
| 16 de mayo de 2010       | Praga             | República Checa | O2 Arena                                     |
| 19 de mayo de 2010       | Amberes           | Bélgica         | Sportpaleis                                  |
| 20 de mayo de 2010       | París             | Francia         | Palais Omnisports de Paris-Bercy             |
| 23 de mayo de 2010       | Mánchester        | Reino Unido     | Manchester Arena                             |
| 24 de mayo de 2010       | Mánchester        | Reino Unido     | Manchester Arena                             |
| 27 de mayo de 2010       | Londres           | Reino Unido     | The O2 Arena                                 |
| 28 de mayo de 2010       | Londres           | Reino Unido     | The O2 Arena                                 |
| 30 de mayo de 2010       | Lisboa            | Portugal        | Estadio Nacional de Portugal                 |
| 1 de junio de 2010       | Birmingham        | Reino Unido     | LG Arena                                     |
| 4 de junio de 2010       | París             | Francia         | Palais Omnisports de Paris-Bercy             |
| 5 de junio de 2010       | París             | Francia         | Palais Omnisports de Paris-Bercy             |
| 2 de julio de 2010       | Arrás             | Francia         | Main Square Festival                         |
| 3 de julio de 2010       | Barcelona         | España          | Estadio Cornellá-El Prat                     |
| 5 de julio de 2010       | Venecia           | Italia          | Heineken Jammin' Festival                    |
| 7 de julio de 2010       | Atenas            | Grecia          | Rockwave Festival                            |
| 9 de julio de 2010       | Perth and Kinross | Reino Unido     | T In The Park                                |
| 10 de julio de 2010      | Punchestown       | Irlanda         | Oxegen Festival                              |
| 12 de julio de 2010      | Werchter          | Bélgica         | TW Classic Festival                          |
| Norte América: Parte 2   |                   |                 |                                              |
| 16 de julio de 2010      | Quebec City       | Canadá          | Festival d'été de Quebec                     |
| 18 de julio de 2010      | Sarnia            | Canadá          | Sarnia Bayfest                               |
| 24 de julio de 2010      | Halifax           | Canadá          | Halifax Commons                              |
| 27 de julio de 2010      | Toronto           | Canadá          | Air Canada Centre                            |
| 28 de julio de 2010      | Toronto           | Canadá          | Air Canada Centre                            |
| 31 de julio de 2010      | Montreal          | Canadá          | Bell Centre                                  |
| 1 de agosto de 2010      | Ottawa            | Canadá          | Scotiabank Place                             |
| 3 de agosto de 2010      | Boston            | Estados Unidos  | TD Garden                                    |
| 4 de agosto de 2010      | Newark            | Estados Unidos  | Prudential Center                            |
| 6 de agosto de 2010      | Hartford          | Estados Unidos  | XL Center                                    |
| 7 de agosto de 2010      | Atlantic City     | Estados Unidos  | Boardwalk Hall                               |
| 10 de agosto de 2010     | Baltimore         | Estados Unidos  | 1st Mariner Arena                            |
| 11 de agosto de 2010     | Buffalo           | Estados Unidos  | HSBC Arena                                   |
| 13 de agosto de 2010     | Chicago           | Estados Unidos  | Allstate Arena                               |
| 14 de agosto de 2010     | Saint Louis       | Estados Unidos  | Scottrade Center                             |
| 18 de agosto de 2010     | Winnipeg          | Canadá          | MTS Centre                                   |
| 20 de agosto de 2010     | Saskatoon         | Canadá          | Credit Union Centre                          |
| 22 de agosto de 2010     | Calgary           | Canadá          | Pengrowth Saddledome                         |
| 23 de agosto de 2010     | Edmonton          | Canadá          | Rexall Place                                 |
| 30 de septiembre de 2010 | Monterrey         | México          | Estadio Tecnológico                          |
| 2 de octubre de 2010     | Ciudad de México  | México          | Estadio Azteca                               |
| 6 de octubre de 2010     | Guadalajara       | México          | Estadio Tres de Marzo                        |
| Sudamérica               |                   |                 |                                              |
| 15 de octubre de 2010    | Fortaleza         | Brasil          | Ceará Music Festival - Marina Park           |
| 17 de octubre de 2010    | Recife            | Brasil          | Jockey Club                                  |
| 19 de octubre de 2010    | Salvador          | Brasil          | Parque de Exposições de Salvador             |
| 22 de octubre de 2010    | Brasilia          | Brasil          | Estadio Mané Garrincha                       |
| 24 de octubre de 2010    | Río de Janeiro    | Brasil          | Praça da Apoteose                            |
| 26 de octubre de 2010    | Belo Horizonte    | Brasil          | Mega Space                                   |
| 29 de octubre de 2010    | Porto Alegre      | Brasil          | Fiergs Parking                               |
| 1 de noviembre de 2010   | Florianópolis     | Brasil          | Stage Music Park                             |
| 4 de noviembre de 2010   | São Paulo         | Brasil          | Estadio Morumbí                              |
| 6 de noviembre de 2010   | Buenos Aires      | Argentina       | Estadio G.E.B.A.                             |
| 11 de noviembre de 2010  | Santiago de Chile | Chile           | Estadio Bicentenario Municipal de La Florida |
| 13 de noviembre de 2010  | Lima              | Perú            | Explanada del Estadio Monumental             |